# Appen (Nederland)
Appen is een buurtschap in de gemeente Voorst, provincie Gelderland. Het ligt ten zuidwesten van Gietelo en ten noordwesten van Voorst. Appen bestaat uit één weg: de Appenseweg. De buurtschap bestaat voornamelijk uit boerderijen. Ten oosten van Appen getuigen de kolken het Juffersgat en de Zwarte Kolk van doorbraken van de Veluwse bandijk. Zuidelijk stroomt de Voorster Beek. Ten westen van de buurtschap ligt het Appensebos dat eigendom is van Landgoed Beekzicht en Natuurmonumenten. Door het bos loopt een middeleeuws dijkje en er zijn grafheuvels.
Hoofdplaats: Twello      Dorpen: Bussloo · Klarenbeek (deels) · Nijbroek · Terwolde · Teuge · Voorst · Wilp · Wilp-Achterhoek

Buurtschappen: Appen · Duistervoorde · Gietelo · De Kar · Klein Amsterdam · Noord-Empe · Posterenk · Spekhoek · Steenenkamer · De Vecht · De Wijk

Gelderland: Steden en dorpen in Gelderland      Nederland: Provincies · Gemeenten